# 周卜世
周卜世（？—1701年），漢軍正黄旗人，清朝军事将领。
顺治八年，任通政使副理事官、大理寺副理事官。顺治十二年，改監察御史，巡按直隸等處督理漕運河道。顺治十六年，改刑部郎中。顺治十八年，改長蘆鹽運使。康熙七年，任右通政。康熙八年，改左通政。康熙十年，任太僕寺卿。康熙十一年，任太常寺卿、大理寺卿。康熙十二年，改戶部右侍郎、總督倉場。康熙十三年，任山東提督；同年改山西提督。康熙二十四年，任佐領。康熙二十九年，任參領。康熙三十年，改正黃旗漢軍副都統。康熙三十二年，任正黃旗漢軍都統。父亲为周繼新。